# Rallye de Nouvelle-Calédonie
Le Rallye de Nouvelle-Calédonie est une épreuve de rallye automobile sur terre, comptant pour l'APRC depuis 2001.

## Histoire
Sa première édition date en fait de 1967, sous l'appellation de Safari calédonien jusqu'en 1978. Les organisateurs en sont alors Jean-Paul Leyraud, l'ASA Safari Calédonien, et l'ASAC de Nouvelle-Calédonie. L'épreuve, qui se déroule à la mi-novembre sur plus de 3 000 kilomètres dont près de 2.000 de spéciales de Nouméa à Nouméa, compte pour le Championnat de France des rallyes en 1978.  Elle est conçue à parcours secrets jusqu'aux départs (le copilote ayant souvent de la sorte inopinément à sortir pour lever et abaisser des barrières de propriétés privées). Deux des  étapes majeures sont alors celles du Nord (186 km) le long de la Mer de corail avec des marais et celle du Sud (208 km) parfois à travers boues et sous des pluies. Le final a lieu à la Rivière des Pirogues. Un timbre commémoratif a été émis par la poste française en 1968, à l'occasion de la seconde édition de ce "safari".
Après avoir été renommé Rallye de Nouvelle-Calédonie, il devient le  1er Rallye International de Nouvelle-Calédonie en 1998, montrant ainsi son désir d'une plus grande ouverture à la concurrence étrangère. Il est alors organisé par l'ASANC (Président Bruno Heuea).
Le départ a toujours été donné de Nouméa depuis 1998, sauf en 2007 (à Wangarey).

## Palmarès du Safari (1967-1978)
| Année | Pilote                    | Copilote             | Voiture                     |
| ----- | ------------------------- | -------------------- | --------------------------- |
| 1967  | John Kéran                | Max Stahl            | Volvo 122S                  |
| 1968  | Jean-Claude Ogier         | Lucette Pointet      | Citroën DS 19               |
| 1969  | Jean-Claude Ogier         | Lucette Pointet      | Citroën DS 19               |
| 1970  | Dang                      | Trany                | Toyota Celica               |
| 1971  | André Bédas               | Éric Schneider       | Opel Kadett 1900SR          |
| 1972  | Déméné                    | Dang                 | Toyota Celica               |
| 1973  | Albert "Béber" Decaqueray | Coursin              | Renault 12 Gordini          |
| 1974  | Ned "Chuchu" Boissery     | Mme Koch             | Volkswagen Coccinelle 1300  |
| 1975  | Jean Ragnotti             | Aujoulet             | Datsun KP 710 Violet (Gr.2) |
| 1976  | Épreuve non disputée      | Épreuve non disputée | Épreuve non disputée        |
| 1977  | Ross Dunkerton            | Beaumont             | Datsun KP 710 Violet        |
| 1978  | Jean Ragnotti             | Christian Delferrier | Datsun KP 710 Violet        |

(nb: Jean-Louis Leyraud, fils de l'organisateur, termine 3e en 1973 sur BMW 2002 TI; Jean Ragnotti quant à lui finit 3e en 1974, toujours sur BMW 2002 TI, et compte six participations consécutives (ratio 1/3), sur des véhicules Datsun à conduite à droite)

## Palmarès du Rallye calédonien  (1998-)
| Année                   | Édition | Pilote                                                         | Copilote              | Voiture                    |
| ----------------------- | ------- | -------------------------------------------------------------- | --------------------- | -------------------------- |
| 1998                    | 1       | Jean-Louis Leyraud                                             | Rob Scott             | Subaru Impreza WRX         |
| 1998                    | 2       | ?                                                              | ?                     | ?                          |
| 1998                    | 3       | ?                                                              | ?                     | ?                          |
|                         |         |                                                                |                       |                            |
| 1999                    | 1       | ?                                                              | ?                     | ?                          |
| 1999                    | 2       | ?                                                              | ?                     | ?                          |
| 1999                    | 3       | ?                                                              | ?                     | ?                          |
|                         |         |                                                                |                       |                            |
| 2000                    | 1       | ?                                                              | ?                     | ?                          |
| 2000                    | 2       | ?                                                              | ?                     | ?                          |
| 2000                    | 3       | ?                                                              | ?                     | ?                          |
|                         |         |                                                                |                       |                            |
| 2001 (APRC depuis lors) | 1       | Jean-Louis Leyraud                                             | Rob Scott             | Subaru Impreza WRX         |
| 2001 (APRC depuis lors) | 2       | Karamjit Singh                                                 | Allen Oh              | Proton Pert                |
| 2001 (APRC depuis lors) | 3       | Eugène Creugnet                                                | François Caillard     | Subaru Impreza 555         |
|                         |         |                                                                |                       |                            |
| 2002                    | 1       | Karamjit Singh                                                 | Allen Oh              | Proton Pert                |
| 2002                    | 2       | Saladin Mazlan                                                 | Jeremy Freeman        | Hyundai Accent WRC         |
| 2002                    | 3       | Nico Caldarola                                                 | Giovanni Agnese       | Mitsubishi Lancer Evo VII  |
|                         |         |                                                                |                       |                            |
| 2003                    | 1       | Épreuve annulée durant la 2e journée                           |                       |                            |
| 2003                    | 2       | (conditions atmosphériques)                                    |                       |                            |
| 2003                    | 3       | ( Claude Clavel & Alain Dalstein alors seuls encore en course) |                       |                            |
|                         |         |                                                                |                       |                            |
| 2004                    | 1       | Geof Argyle                                                    | Steve Smith           | Mitsubishi Lancer Evo VIII |
| 2004                    | 2       | Armin Kremer                                                   | Timo Gottschalk       | Mitsubishi Lancer Evo VIII |
| 2004                    | 3       | Chris Atkinson                                                 | Ben Atkinson          | Suzuki Ignis S1600         |
|                         |         |                                                                |                       |                            |
| 2005                    | 1       | Jussi Välimäki                                                 | Jarkko Kalliolepo     | Mitsubishi Lancer Evo VIII |
| 2005                    | 2       | Jean-Louis Leyraud                                             | Cyril Brinon          | Subaru Impreza WRX STI     |
| 2005                    | 3       | Patrick Christian                                              | Frédéric Perraud      | Mitsubishi Lancer Evo VI   |
|                         |         |                                                                |                       |                            |
| 2006                    | 1       | Katsuhiko Taguchi                                              | Mark Stacey           | Mitsubishi Lancer Evo VIII |
| 2006                    | 2       | Jarkko Miettinen                                               | Mikko Markkula        | Mitsubishi Lancer Evo VIII |
| 2006                    | 3       | Rifat Sungkar                                                  | Herkusuma Mohamad     | Mitsubishi Lancer Evo VIII |
|                         |         |                                                                |                       |                            |
| 2007                    | 1       | Jussi Välimäki                                                 | Jarkko Kalliolepo     | Mitsubishi Lancer Evo IX   |
| 2007                    | 2       | Katsuhiko Taguchi                                              | Mark Stacey           | Mitsubishi Lancer Evo IX   |
| 2007                    | 3       | Patrick Yanai                                                  | Dominique Yanai       | Mitsubishi Lancer Evo VIII |
|                         |         |                                                                |                       |                            |
| 2008                    | 1       | Katsuhiko Taguchi                                              | Australie Mark Stacey | Mitsubishi Lancer Evo IX   |
| 2008                    | 2       | Brian Green                                                    | Fleur Pedersen        | Mitsubishi Lancer Evo IX   |
| 2008                    | 3       | Jean-Louis Leyraud                                             | Cyril Brinon          | Subaru Impreza WRX STI     |
|                         |         |                                                                |                       |                            |
| 2009                    | 1       | Pas de concurrent à l'arrivée                                  |                       |                            |
| 2009                    | 2       |                                                                |                       |                            |
| 2009                    | 3       |                                                                |                       |                            |
|                         |         |                                                                |                       |                            |
| 2010                    | 1       | Brendan Reeves                                                 | Rhianon Smyth         | Subaru Impreza STI         |
| 2010                    | 2       | Rifat Sungkar                                                  | Scott Beckwith        | Mitsubishi Lancer Evo IX   |
| 2010                    | 3       | Brian Green                                                    | Fleur Pedersen        | Mitsubishi Lancer Evo X    |
|                         |         |                                                                |                       |                            |
| 2011                    | 1       | Chris Atkinson                                                 | Stéphane Prévot       | Proton Satria Neo S2000    |
| 2011                    | 2       | Rifat Sungkar                                                  | Scott Beckwith        | Mitsubishi Lancer Evo X    |
| 2011                    | 3       | Alister McRae                                                  | William Hayes         | Proton Satria Neo S2000    |
|                         |         |                                                                |                       |                            |
| 2012                    | 1       | Gaurav Gill                                                    | Glenn MacNeel         | Škoda Fabia S2000          |
| 2012                    | 2       | Chris Atkinson                                                 | Stéphane Prévot       | Škoda Fabia S2000          |
| 2012                    | 3       | Brian Green                                                    | Fleur Pedersen        | Proton Satria Neo S2000    |
|                         |         |                                                                |                       |                            |
| 2013                    | 1       | Gaurav Gill                                                    | Glenn MacNeel         | Škoda Fabia S2000          |
| 2013                    | 2       | Emmanuel Guigou                                                | Michel Gaspard        | Renault Clio R3            |
| 2013                    | 3       | Eugène Creugnet                                                | Cédric Brinon         | Mitsubishi Lancer Evo VII  |
|                         |         |                                                                |                       |                            |
| 2014                    | 1       | Emmanuel Guigou                                                | Michel Gaspard        | Renault Clio R3            |
| 2014                    | 2       | Patrick Christian                                              | Gaëtan Willemot       | Mitsubishi Lancer Evo IX   |
| 2014                    | 3       | Claude Clavel                                                  | Anthony Marque        | Mitsubishi Lancer Evo IX   |
|                         |         |                                                                |                       |                            |
| 2015                    | 1       | Gaurav Gill                                                    | Glenn MacNeel         | Škoda Fabia S2000          |
| 2015                    | 2       | Pontus Tidemand                                                | Emil Axelsson         | Škoda Fabia S2000          |
| 2015                    | 3       | Jean-Louis Leyraud                                             | Scott Beckwith        | Škoda Fabia S2000          |